# حذف عطف
در حساب گزاره‌ای، حذف عطف (به انگلیسی: Conjunction elimination) یک استدلال مباشر معتبر، صورت منطقی و قاعدهٔ استنتاج است که این استنتاج را می‌سازد که اگر ترکیب عطفی {\displaystyle A} و {\displaystyle B} درست باشد، آنگاه هر دوی {\displaystyle A} و {\displaystyle B} درست هستند.
این قاعده شامل دو قاعدهٔ فرعی جداگانه است که می‌تواند به زبان صوری به‌صورت زیر بیان شود:
{\displaystyle {\frac {P\land Q}{\therefore P}}}
و
{\displaystyle {\frac {P\land Q}{\therefore Q}}}
دو قاعدهٔ فرعی با هم به این معنی است که هر زمان که یک نمونه از "{\displaystyle P\land Q}"در خط یک اثبات ظاهر می‌شود، "{\displaystyle P}" یا "{\displaystyle Q}" را می‌توان به تنهایی در خط بعدی قرار داد.

## نشانه‌گذاری به‌شکل صوری
قواعد فرعی حذف عطف ممکن است به‌صورت زیر نوشته شوند:
{\displaystyle (P\land Q)\vdash P}
و
{\displaystyle (P\land Q)\vdash Q}
و همچنین {\displaystyle \vdash } یک نماد فرامنطق است که به این معنی است که {\displaystyle P} نتیجهٔ منطقی {\displaystyle P\land Q} و {\displaystyle Q} است و همچنین یک نتیجهٔ نحوی از {\displaystyle P\land Q} در دستگاه صوری می‌باشد.
و می‌توانند به‌صورت همان‌گویی‌های حساب گزاره‌ای بیان شوند:
{\displaystyle (P\land Q)\to P}
و
{\displaystyle (P\land Q)\to Q}